# Nilotinib
Nilotinib, được bán dưới tên thương hiệu TASigna, là một loại thuốc dùng để điều trị bệnh bạch cầu tủy xương mãn tính (CML), mà có nhiễm sắc thể Philadelphia. Nó có thể được sử dụng cả trong các ca bệnh ban đầu của CML giai đoạn mãn tính cũng như trong CML giai đoạn tăng tốc và mãn tính không đáp ứng với imatinib. Nó được uống qua miệng.
Các tác dụng phụ thường gặp có thể bao gồm tiểu cầu thấp, bạch cầu thấp, thiếu máu, phát ban, nôn mửa, tiêu chảy và đau khớp. Các tác dụng phụ nghiêm trọng khác có thể bao gồm kéo dài QT, đột tử, viêm tụy và các vấn đề về gan.  Thuốc này không an toàn để sử dụng trong khi mang thai.  Nilotinib là một chất ức chế tyrosine kinase Bcr-Abl và hoạt động bằng cách can thiệp vào tín hiệu trong tế bào ung thư.
Nilotinib đã được chấp thuận cho sử dụng trong y tế tại Hoa Kỳ vào năm 2007. Thuốc này nằm trong Danh sách các loại thuốc thiết yếu của Tổ chức Y tế Thế giới, loại thuốc an toàn và hiệu quả nhất cần thiết trong hệ thống y tế. Tại Vương quốc Anh, NHS phải chi 2.432,85 bảng để dùng thuốc này mỗi tháng tính đến năm 2018. Tại Hoa Kỳ, chi phí này là 14.367 đô la Mỹ vào năm 2019.

## Sử dụng trong y tế
Thuốc này được sử dụng để điều trị bệnh bạch cầu tủy xương mãn tính với nhiễm sắc thể Philadelphia (Ph +).